# Pittosporum revolutum
Pittosporum revolutum là một loài thực vật có hoa trong họ Pittosporaceae. Loài này được Aiton miêu tả khoa học đầu tiên năm 1811.